# 午後の天気
『午後の天気』（ごごのてんき）は、吉田拓郎の通算31枚目のスタジオアルバム。2012年6月20日にavex traxから発売された。66歳の時の作品、2010年代最初のスタジオアルバムである。

## 解説
前作『午前中に…』から3年2か月ぶりのオリジナルアルバム。
タイトルの由来は「GO! GO! 能天気」から。

## 収録曲
- 全作詞・作曲：吉田拓郎（特記以外）

1. 僕の道 [6:02]
編曲:吉田拓郎
コーラスアレンジ:宮下文一
2. 昨日の雲じゃない[5:12]
編曲:鈴木茂
コーラスアレンジ:宮下文一
3. 慕情 [5:53]
編曲:武部聡志
コーラスアレンジ:武部聡志
  - NHK BSプレミアム BS時代劇『新選組血風録』主題歌
4. 危険な関係 [4:56]
編曲:吉田拓郎
コーラスアレンジ:宮下文一
  - KinKi Kidsに提供した曲のセルフカバーで、オリジナルは『K album』収録されている。
5. この風 [4:42]
作詞:銀色夏生、編曲:吉田拓郎
6. 清流 (父へ) [5:11]
編曲:吉田拓郎
コーラスアレンジ:宮下文一
  - 拓郎が音楽を担当した映像作品『名前のない川 〜安曇野の四季〜』のエンディングテーマ。
7. 恋はどこへ行った [5:02]
編曲:小倉博和
コーラスアレンジ:宮下文一
8. 今さら I love you [4:28]
編曲:吉田拓郎
9. that's it やったね [3:45]
編曲:吉田拓郎
コーラスアレンジ:宮下文一
  - ニッポン放送『ショウアップナイター』2010,2011年度テーマ曲
10. 男子の場合 [4:35]
編曲:鈴木茂
コーラスアレンジ:宮下文一

## 参加ミュージシャン
- Guitar:Hirokazu Ogura, Shigeru Suzuki, Nozomi Furukawa
- Bass:Hideki Matsubara, Chiharu Mikuzuki
- Drums:Noriyasu Kawamura, Eiji Shimamura
- Keyboards:Satoshi Takebe, Yasuharu Nakanishi, L-tone Nagata
- Synthesizer Manipulator:Hideyuki Kanai, Masami Kishimura, Nobuhiko Nakayama, Masafumi Yamanaka
- Background Vocals:Mami Ayukawa[2], Hidekazu Uchiumi, Goro Ohshima, Yuko Ohtaki, Naoki Takao, Yoshito Fuchigami, Rere Matsuda, Fumikazu Miyashita